# William Gannaway Brownlow

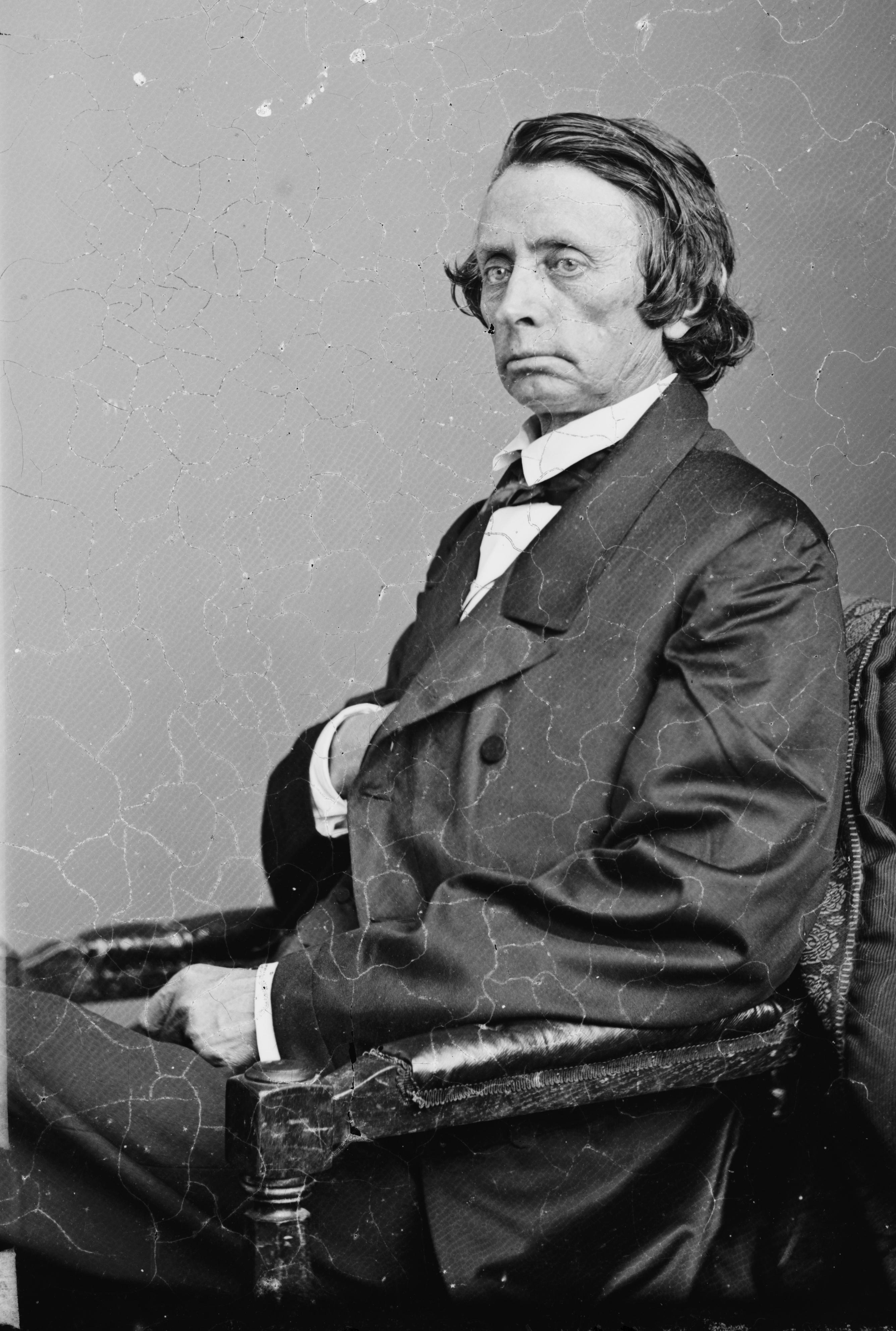
William Gannaway Brownlow

William Gannaway Brownlow (auch Parson Brownlow genannt, * 29. August 1805 in Wythe County, Virginia; † 28. April 1877 in Knoxville, Tennessee) war ein US-amerikanischer Politiker und Unionsverfechter im Sezessionskrieg und einer der schärfsten Publizisten gegen die Südstaaten und die Autonomiebestrebungen von Tennessee.

## Jugend und politischer Aufstieg
Mit sieben Jahren hatte Brownlow bereits beide Eltern verloren. Er wurde von seinem Onkel auf dessen Farm in Virginia aufgezogen. Anschließend arbeitete er drei Jahre als Zimmermann. 1826 wurde er Reiseprediger („Bezirksreiter“) der Methodistenkirche und zog 1828 nach Knoxville in Tennessee, wo er ab 1839 die Zeitung The Knoxville Whig herausgab, in der er sich für eine Zentralregierung einsetzte. Diese Zeitung stand der Whig Party und Henry Clay nahe. Brownlow war ein Anhänger dieser Partei. Nach deren Auflösung in den 1850er Jahren setzte er sich für die sogenannte Know-Nothing Party, wie die American Party genannt wurde, ein. 1850 wurde er von Präsident Millard Fillmore mit der Umsetzung eines Kongressbeschlusses zum Ausbau des Missouri River zur schiffbaren Wasserstraße beauftragt. Brownlow war ein hitziger Verfechter seiner Positionen und lieferte sich mit seinen Gegnern, darunter auch Andrew Johnson, heftige Debatten.

## Der Bürgerkrieg
Nach Beginn der Sezessionsbewegung (1860) setzte er sich, obwohl er ein Verteidiger der Sklaverei war, für die Einheit der USA ein und hatte deshalb, da sich Tennessee den Südstaaten anschloss, Unterdrückung seiner Publikationen und selbst Gefangenschaft zu erdulden. Im Vorfeld dieser Ereignisse hatte er sich mit seinem alten Gegner Johnson zusammengetan um ein Beitritt Tennessees zur Konföderation zu verhindern. Beide waren so erfolgreich, dass nach der Abspaltung, der Osten von Tennessee für die Konföderation nur mit Hilfe des Militärs kontrollierbar war. Während des Sezessionskrieges 1862 ging er in das von den Nordstaaten besetzte Nashville. Dort schrieb er seine Sketches of the rise, progress and decline of secession, wovon in sechs Monaten 75.000 Exemplare abgesetzt wurden, und hielt dann in allen größeren Städten der Nordstaaten öffentliche Reden gegen die Sezession.

## Nach dem Bürgerkrieg
Nachdem Tennessee sich 1865 der Union wieder angeschlossen hatte, wurde er zum dortigen Gouverneur als Nachfolger des Militärgouverneurs Johnson gewählt. Johnson war am 4. März 1865 Vizepräsident unter Abraham Lincoln geworden. Entgegen seiner früheren Meinung setzte sich Brownlow nun für die Freilassung der ehemaligen Sklaven ein. Das war ein Grund für die Gründung des Ku-Klux-Klans. Der Klan wollte die Schwarzen einschüchtern und weiter unterdrücken, was ihm auch teilweise gelang. Brownlow setzte sich für ein militärisches Vorgehen gegen den dort heimischen Ku-Klux-Klan ein. Er gab jedem Einwohner des Staates das Recht, Personen festzunehmen, die der Klansmitgliedschaft verdächtig waren. So versuchte er, mit Hilfe der Bürger den allgewaltigen Terror des Klans zu brechen. Doch er konnte die Macht des Klans nicht ganz unter Kontrolle bringen. Ein Schwerpunkt seiner Gouverneurszeit war der Wiederaufbau des Landes nach dem Krieg. Die zerstörte Infrastruktur musste wieder aufgebaut werden. Dabei musste er allerdings das Land verschulden. Der Abbau dieser Schulden war in den folgenden Jahren ein großes innenpolitisches Problem in Tennessee. 
1869 wurde er für eine Amtszeit in den US-Senat gewählt. Nach Ablauf seiner Amtszeit in Washington widmete er sich wieder dem Journalismus. Wenig später verstarb er.

## Werke
- Stephen V. Ash (Hrsg.) Secessionists and Other Scoundrels: Selections from Parson Brownlow’s Book. Louisiana State University Press, Baton Rouge 1999, ISBN 0-8071-2353-6.